# La Vie intérieure de Martin Frost
Pour plus de détails, voir Fiche technique et Distribution.
La Vie intérieure de Martin Frost  (The Inner Life of Martin Frost) est un film américano-franco-hispano-portugais réalisé par Paul Auster, sorti en 2007.

## Synopsis
Après la parution de son dernier livre, Martin Frost, un écrivain à succès, décide de se retirer – pour quelque temps pense-t-il – dans une maison à la campagne. Au premier matin de son séjour, il découvre dans son lit une ravissante jeune femme allongée à ses côtés. Qui est cette mystérieuse inconnue qui semble si bien connaître sa vie et son œuvre ? Fasciné par sa beauté et son intelligence, Martin pense avoir rencontré sa muse.

## Fiche technique
- Titre : La Vie intérieure de Martin Frost
- Titre original : The Inner Life of Martin Frost
- Réalisation : Paul Auster
- Scénario : Paul Auster
- Production : Paul Auster, Paulo Branco, Greg Johnson, Eva Kolodner, Yael Melamede et Peter Newman
- Musique : Laurent Petitgand
- Photographie : Christophe Beaucarne
- Montage : Tim Squyres
- Pays d'origine :  États-Unis,  France,  Espagne et  Portugal
- Genre : comédie dramatique, fantastique
- Durée : 94 minutes
- Dates de sortie : 2007

## Distribution
- David Thewlis : Martin Frost
- Irène Jacob : Claire Martin
- Michael Imperioli : Jim Fortunato
- Sophie Auster : Anna James